# District historique de Mammoth Cave
Le district historique de Mammoth Cave – ou Mammoth Cave Historic District en anglais – est un district historique du comté d'Edmonson, dans le Kentucky, aux États-Unis. Protégé au sein du parc national de Mammoth Cave, il est inscrit au Registre national des lieux historiques depuis le 8 mai 1991. Il comprend plusieurs structures dans la Mammoth Cave et à l'extérieur.